# Doraemon: Nobita no nankyoku kachikochi daibōken
Série
Doraemon: Shin Nobita no Nippon tanjō
(2016) Doraemon: Nobita no takarajima
(2018)
Pour plus de détails, voir Fiche technique et Distribution.
Doraemon: Nobita no nankyoku kachikochi daibōken (ドラえもん　のび太の南極カチコチ大冒険, littéralement « Doraemon : La Grande Aventure Kachi Kochi en Antarctique de Nobita ») est un film d'animation japonais écrit et réalisé par Atsushi Takahashi, sorti le 4 mars 2017 au Japon. Takahashi était l'assistant réalisateur du Voyage de Chihiro de Hayao Miyazaki.

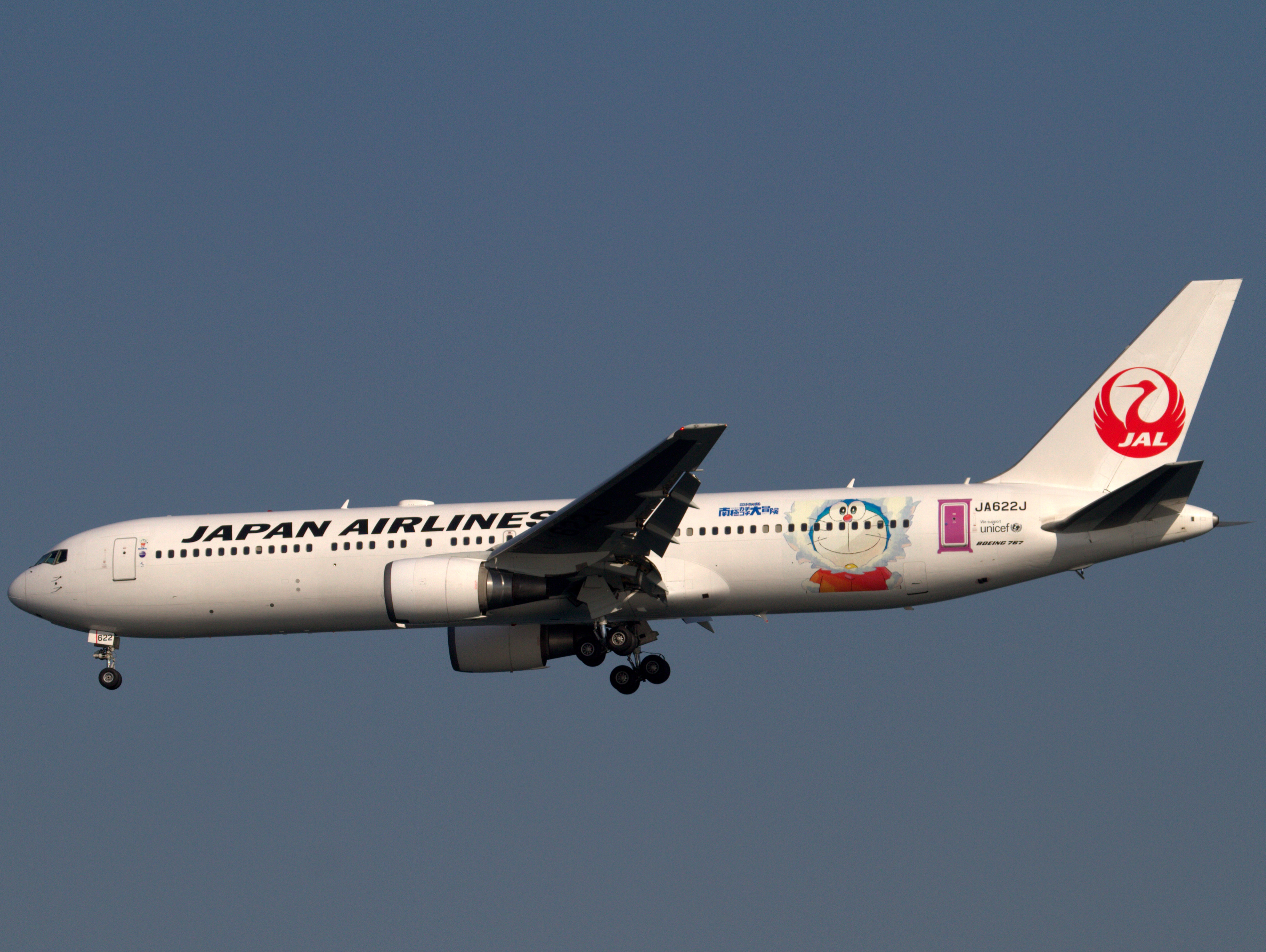
Avion de la Japan Airlines décoré d'une publicité pour le film.

Il s'agit du 38e film tiré du manga Doraemon. Un jeu vidéo Nintendo 3DS basé sur le film sort au Japon le 2 mars 2017.

## Synopsis
Incapable de supporter la chaleur estival, Doraemon transporte Nobita et ses amis sur un immense iceberg flottant dans le Pacifique Sud. Tout en créant un parc d'attractions avec l'outil secret « Fer à glace », le groupe découvre un mystérieux anneau en or dans la glace. Après un examen plus approfondi, ils déterminent que l'anneau a été enterré en Antarctique il y a 100 000 ans... avant que des gens puissent y habiter !
Doraemon et ses amis se dirigent vers l'Antarctique à la recherche du propriétaire de l'anneau et découvrent les ruines d'une immense ville enfouie dans la glace. À l'aide de la ceinture de temps de Doraemon, le groupe remonte il y a 100 000 ans et rencontre la jeune fille Kara qui est liée au mystérieux anneau. Mais le groupe doit maintenant se battre pour sa survie tandis que Doraemon lutte contre le gel de la totalité de la Terre !

## Fiche technique
- Titre : Doraemon: Nobita no nankyoku kachikochi daibōken
- Titre original : ドラえもん　のび太の南極カチコチ大冒険
- Titre anglais : Doraemon: Great Adventure in the Antarctic Kachi Kochi
- Réalisation : Atsushi Takahashi
- Scénario : Atsushi Takahashi d'après le manga de Fujiko F. Fujio
- Musique : Kan Sawada
- Société de production : ADK, Fujiko Productions, Shinei Doga, Shōgakukan et TV Asahi
- Pays :  Japon
- Genre : Animation, comédie, aventure, science-fiction
- Durée : 101 minutes
- Dates de sortie : 
  -  Japon : 4 mars 2017

## Distribution
- Wasabi Mizuta : Doraemon
- Megumi Ohara : Nobita
- Yumi Kakazu : Shizuka
- Tomokazu Seki : Suneo
- Subaru Kimura : Gian
- Chiaki : Dorami
- Kotono Mitsuishi : Tamako Nobi
- Yasunori Matsumoto : Nobisuke Nobi
- Daisuke Namikawa : Professeur Hyakkoi
- Rie Kugimiya : Kaara
- Masumi Yagi[5] : Octogon
- Shigeo Takahashi[5] : Yamitem
- Aya Endo, Nao Toyama : Mosuke/Yucatan
- Ayaka Hirahara : Brisaga
- Mai Asada, Nobunaga Oda : Pao Pao

## Musique
Boku no kokoro o tsukutte yo, Make My Heart (僕の心をつくってよ) de Ken Hirai.

## Box-office
Distribué sur 371 écrans par la Tōhō, Doraemon : Great Adventure in the Antarctic Kachi Kochi totalise 592 036 entrées et 6,1 million $ pour son premier weekend et est classé premier du box-office japonais 2017. Ce 38e film de Doraemon fait le meilleur deuxième week-end et les plus grandes recettes de la franchise. C'est le film le plus rapide de Doraemon à atteindre la barre des 4 milliards ¥ en 37 jours après sa sortie.
Voici un tableau montrant le box-office du film par week-ends au Japon :
| #  | Rang | Week-end    | Recette du week-end            | Recettes totales jusqu'au week-end en cours |
| -- | ---- | ----------- | ------------------------------ | ------------------------------------------- |
| 1  | 1    | 4–5 mars    | 691 813 500 ¥ (6,1 millions $) | 691 813 500 ¥ (6,1 millions $)              |
| 2  | 2    | 11–12 mars  | 507 416 050 ¥ (4,4 millions $) | 1 335 367 550 ¥ (11,6 millions $)           |
| 3  | 3    | 18–19 mars  | 381 033 500 ¥ (3,4 millions $) | 1 883 054 900 ¥ (16,8 millions $)           |
| 4  | 4    | 25-26 mars  | 304 031 100 ¥ (2,7 millions $) | 2 646 925 600 ¥ (23,8 millions $)           |
| 5  | 4    | 1er-2 avril | 278 872 700 ¥ (2,5 millions $) | 3 537 579 600 ¥ (31,7 millions $)           |
| 6  | 5    | 8-9 avril   | 166 112 900 ¥ (1,5 million $)  | 4 038 973 500 ¥ (36,3 millions $)           |
| 7  | 6    | 15-16 avril | 71 000 000 ¥ (655 000 $)       | 4 140 000 000 ¥ (37,3 millions $)           |
| 8  | 10   | 22-23 avril | 39 704 100 ¥ (361 000 $)       | 4 197 254 100 ¥ (37,8 millions $)           |
| 9  | -    | 29-30 avril | 31 000 000 ¥ (273 000 $)       | 4 240 000 000 ¥ (38,1 millions $)           |
| 10 | -    | 06-07 mai   | 32 000 000 ¥ (282,000 $)       | 4 340 000 000 ¥ (38,9 millions $)           |
| 11 | -    | 13-14 mai   | 9 000 000 ¥ (80 800 $)         | 4 360 000 000 ¥ (39,1 millions $)           |